# Abu Sa'id Uthman II
Abū Saʿīd ʿUthmān (in arabo أبو سعيد عبد الله عثمان بن يوسف ابو يعقوب‎?; dicembre 1276 – tra il 2 e il 31 agosto 1331) è stato un sultano berbero merinide.
Figlio minore del sultano Abu Ya'qub Yusuf al-Nasr, salì al trono nel 1310, dopo la morte del nipote Abū al-Rabīʿ Sulaymān, regnando sul Maghreb al-Aqsa (Marocco) fino alla sua morte.

## Biografia
Il suo nome completo era ʿAbd Allāh ʿUthmān ibn Yūsuf ibn Yaʿqūb ibn ʿAbd al-Ḥaqq. Era un figlio di Abu Ya'qub Yusuf al-Nasr e sua moglie ʿĀʾisha, che era figlia di un leader tribale arabo (Abu Atiya Muhalhil ibn Yahya al-Khalti).

È stato descritto dal suo biografo di corte come un uomo di carnagione bianca, altezza media e ben caratterizzato.

## Regno

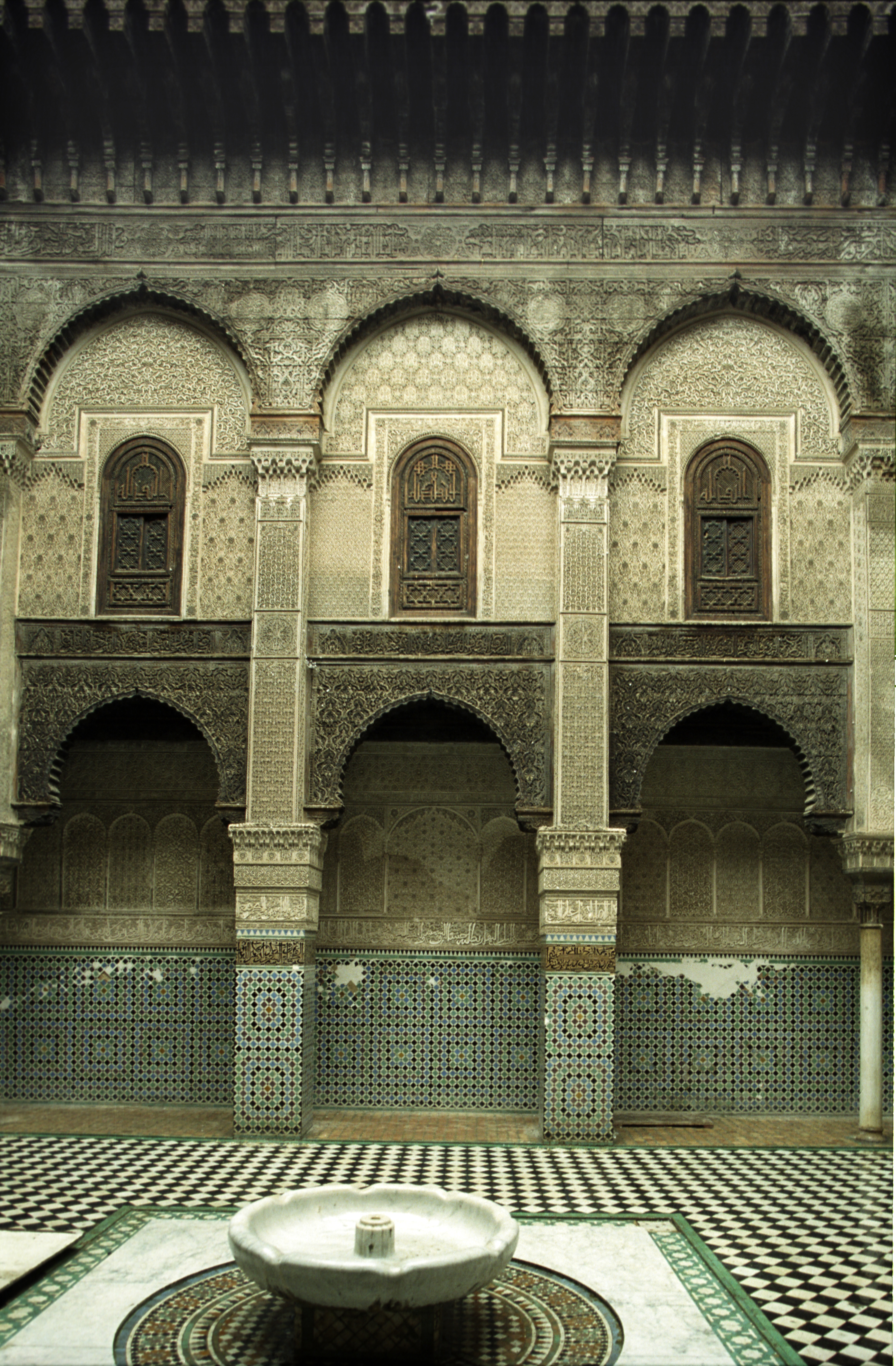
Cortile centrale della madrasa al-ʿAṭṭārīn (dei profumieri), fatta costruire dal sultano Abū Saʿīd ʿUthmān II a Fès.

Abū Saʿīd ʿUthmān ereditò un regno appena uscito da un periodo tumultuoso, nel quale i Merinidi avevano da poco sedato una pericolosa ribellione a Ceuta, un lungo conflitto con il Regno di Tlemcen e le ostilità con Ferdinando IV di Castiglia che, nell'anno precedente (1309), aveva conquistato Gibilterra e assediato la città merinide di Algeciras.

Molto religioso e pacifico, Abū Saʿīd ʿUthmān preferì evitare qualsiasi grande impresa. Nel 1313, sperando di evitare eventuali coinvolgimenti nella penisola iberica, consegnò le città di Algeciras e Ronda a Naṣr, il sultano nasride di Granada.

Nel 1315, Abū Saʿīd ʿUthmān dovette affrontare una ribellione del figlio erede al trono, Abū ʿAlī, che prese il potere a Fès. In un primo momento il sultano non accettò di scontrarsi con il figlio, avviò i negoziati diplomatici per passare lo Stato merinide al figlio e lasciare a se stesso la sola carica di governatore della città di Taza. Poco dopo però Abū Saʿīd ʿUthmān prese coraggio quando sentì che Abū ʿAlī si era ammalato, e si affrettò ad assediare Fès, costringendo il figlio alla resa.
Abū ʿAlī venne rimosso dalla linea di successione, a favore di un altro figlio, Abū l-Ḥasan ʿAlī. Tuttavia, Abū Saʿīd ʿUthmān concesse ad Abū ʿAlī la città di Sigilmassa, che avrebbe governato come uno stato semi-indipendente per i prossimi due decenni. Nel 1316, Yaḥyā ibn ʿAfzī, governatore di Ceuta, si ribellò contro il sultano merinide, riuscendo a mantenere Ceuta indipendente sotto il suo dominio per quasi una dozzina di anni.
Nel 1319 ripresero le ostilità tra il  regno di Castiglia e il sultanato di Granada, al che il sultano nasride Ismāʿīl I chiese aiuto al sultano merinide per l'assistenza, ma Abū Saʿīd ʿUthmān impose condizioni molto onerose in cambio di un eventuale aiuto, al che i granadini decisero di gestire la situazione senza di lui.
Nel 1320 il figlio Abū ʿAlī si ribellò nuovamente contro il padre; dalla sua base a Sigilmassa prese il controllo di gran parte del sud del Maghreb al-Aqsa (inclusa la città di Marrakesh), minacciando di dividere in due i domini merinidi. Nel 1322, Abū Saʿīd ʿUthmān marciò a sud e sconfisse il figlio ribelle nei pressi del fiume Oum Er-Rbia. Ma, ancora una volta, decise di perdonare il figlio e gli permise di mantenere Sigilmassa.
Abū Saʿīd ʿUthmān costruì tre importanti madrase a Fès: al-Jadīd (1320), al-Sahrij (1321) e al-ʿAṭṭārīn (1323).
Nel 1329, a causa di un'invasione di Abū Tashfīn, il sultano zayyanide di Tlemcen, il sultano hafside dell'Ifriqiya Abū Bakr chiese aiuto al sultano merinide e, per sancire l'alleanza, Abū Bakr offrì sua figlia Fāṭima come sposa per l'erede al trono merinide, Abū al-Ḥasan.  Abū Saʿīd ʿUthmān organizzò spedizioni diversive contro Tlemcen da ovest, allo stesso tempo inviò una flotta merinide per sostenere gli Hafsidi ad est.

Nel mese di agosto del 1331, mentre organizzava l'accoglienza della principessa tunisina, Abū Saʿīd ʿUthmān si ammalò e morì nei dintorni di Taza. Gli succedette il figlio ed erede designato Abū l-Ḥasan.